# Futbol'nyj Klub Rotor-Volgograd 2017-2018
Questa voce raccoglie le informazioni riguardanti il Futbol'nyj Klub Rotor-Volgograd nelle competizioni ufficiali della stagione 2017-2018.

## Stagione
Arrivato in PFN Ligi da neopromossa la squadra finì diciassettesima e retrocesse, ma in estate fu ripescato per la defezione di altri club. Fu l'ultima stagione con la denominazione di Rotor-Volgograd: dalla stagione seguente il club fu chiamato semplicemente Rotor.

## Maglie
| Manica sinistra · Maglietta · Maglietta · Manica destra · Pantaloncini · Pantaloncini · Calzettoni | Manica sinistra · Manica sinistra · Maglietta · Maglietta · Manica destra · Manica destra · Pantaloncini · Pantaloncini · Calzettoni |

## Rosa
| N. |                   | Ruolo | Calciatore            |
| -- | ----------------- | ----- | --------------------- |
| 1  | Russia (bandiera) | P     | Valerij Poljakov      |
| 2  | Russia (bandiera) | D     | Ilya Ionov            |
| 4  | Russia (bandiera) | D     | Ivan Drannikov        |
| 5  | Russia (bandiera) | D     | Anton Piskunov        |
| 7  | Russia (bandiera) | A     | Vladimir Romanenko    |
| 8  | Russia (bandiera) | C     | Aleksey Rebko         |
| 10 | Russia (bandiera) | C     | Artur Rylov           |
| 11 | Russia (bandiera) | C     | Roman Kontsedalov     |
| 12 | Russia (bandiera) | P     | Nikolay Zabolotnyi    |
| 13 | Russia (bandiera) | C     | Igor Krutov           |
| 14 | Russia (bandiera) | A     | Khyzyr Appaev         |
| 18 | Russia (bandiera) | A     | Oleg Nikolaev         |
| 20 | Russia (bandiera) | D     | Aleksandr Stolyarenko |
| 22 | Russia (bandiera) | A     | Mukhammad Sultonov    |
| 23 | Russia (bandiera) | D     | Sergey Kositsin       |
| 26 | Russia (bandiera) | C     | Sergej Kuznecov       |
| 30 | Russia (bandiera) | C     | Aleksey Druzin        |
| 31 | Russia (bandiera) | A     | Aleksandr Korotaev    |
| 32 | Russia (bandiera) | C     | Andrey Gorbanets      |

| N. |                        | Ruolo | Calciatore           |
| -- | ---------------------- | ----- | -------------------- |
| 33 | Russia (bandiera)      | C     | Nail Zamaliev        |
| 39 | Russia (bandiera)      | A     | Nikita Burmistrov    |
| 45 | Russia (bandiera)      | A     | Maksim Votinov       |
| 47 | Russia (bandiera)      | C     | Vladislav Sysuev     |
| 57 | Russia (bandiera)      | D     | Ruslan Abazov        |
| 67 | Russia (bandiera)      | D     | Sergey Kolychev      |
| 77 | Russia (bandiera)      | P     | Denis Kavlinov       |
| 80 | Russia (bandiera)      | D     | Igor Klimov          |
| 88 | Russia (bandiera)      | C     | Andrey Kireev        |
| 94 | Russia (bandiera)      | A     | Danila Khakhalev     |
| 97 | Russia (bandiera)      | A     | Evgeniy Chabanov     |
| -  | Russia (bandiera)      | P     | Aleksandr Kobzev     |
| -  | Bielorussia (bandiera) | P     | Ilya Gavrilov        |
| -  | Russia (bandiera)      | D     | Andrej Kuznecov      |
| -  | Russia (bandiera)      | D     | Aleksandr Sidorichev |
| -  | Russia (bandiera)      | A     | Ivan Stolbovoy       |
| -  | Russia (bandiera)      | A     | Mikhail Biryukov     |
| -  | Russia (bandiera)      | A     | Viktor Borzykh       |

## Risultati

### Campionato
| Arbitro: | Nikolay Voloshin |

|                                                             |           |  |
| Ilya Kuzmichev 12’ Fedor Dvornikov 35’ Diego Malania 90'+2’ | Marcatori |  |

| Arbitro: | Aleksandr Borisov |

|                      |           |                                        |
| Mikhail Biryukov 22’ | Marcatori | 11’ Roman Akbashev 86’ Dmitriy Kabutov |

| Arbitro: | Ivan Sidenkov |

|                                                                   |           |                        |
| Marat Shaymordanov 32’ Dmitri Samoilov 38’ Marat Shaymordanov 64’ | Marcatori | 22’ Vladimir Romanenko |

| Arbitro: | Artem Chistyakov |

|  |           |                                                                  |
|  | Marcatori | 53’ Vladimir Romanenko 71’ Mukhammad Sultonov 79’ Ivan Stolbovoy |

| Arbitro: | Aleksey Amelin |

|                                  |           |                        |
| Aleksandr Stolyarenko 22’ (aut.) | Marcatori | 41’ Mukhammad Sultonov |

| Arbitro: | Stanislav Vasiljev |

|                    |           |                                              |
| Maksim Votinov 69’ | Marcatori | 17’ (rig.) Maksim Zhitnev 35’ Maksim Zhitnev |

| Arbitro: | Artem Lyubimov |

|                                         |           |                                      |
| Denis Popovic 12’ Sergey Serchenkov 42’ | Marcatori | 70’ Andrey Kireev 89’ Maksim Votinov |

| Arbitro: | Kirill Levnikov |

|                                     |           |                        |
| Andrey Murnin 65’ Andrey Murnin 87’ | Marcatori | 24’ Mukhammad Sultonov |

| Arbitro: | Evgeni Turbin |

|                                                 |           |                                             |
| Vladislav Panteleev 26’ Vladislav Panteleev 76’ | Marcatori | 14’ Aleksandr Sidorichev 73’ Ivan Drannikov |

| Arbitro: | Yuri Aponasenko |

|  |           |                      |
|  | Marcatori | 54’ Oleksandr Kasyan |

| Arbitro: | Pavel Kukuyan |

|                   |           |  |
| Andrej Kozlov 75’ | Marcatori |  |

| Arbitro: | Aleksey Amelin |

|                                                                 |           |                     |
| Maksim Votinov 31’, 41’ Viktor Borzykh 51’ Mikhail Biryukov 55’ | Marcatori | 28’ Andrey Panyukov |

| Arbitro: | Igor Fedotov |

|                                            |           |  |
| Maksim Osipenko 38’ Dmitri Michurenkov 74’ | Marcatori |  |

| Kursk 16 settembre 2017, ore 15:00 14ª giornata | Avangard Kursk | 0 – 0 referto | Rotor | Stadio Trudovye rezervy (5.300 spett.)\| Arbitro: \| Anton Anopa \| |
| Arbitro:                                        | Anton Anopa    |               |       |                                                                     |

| Arbitro: | Sergey Kulikov |

|                                          |           |                      |
| Mukhammad Sultonov 7’ Maksim Votinov 64’ | Marcatori | 39’ Vladimir Obukhov |

| Arbitro: | Aleksandr Borisov |

|                     |           |                        |
| Aleksandr Nosov 49’ | Marcatori | 10’ Vladimir Romanenko |

| Arbitro: | Igor Panin |

|                      |           |                                        |
| Mikhail Biryukov 76’ | Marcatori | 26’ Yuri Morozov 64’ Anatoliy Nezhelev |

| Arbitro: | Oleg Sokolov |

|                       |           |                      |
| Sergey Kornilenko 61’ | Marcatori | 41’ Mikhail Biryukov |

| Arbitro: | Lasha Verulidze |

|                                          |           |  |
| Vladislav Sysuev 77’ Sergey Kolychev 85’ | Marcatori |  |

| Arbitro: | Stanislav Vasiljev |

|                             |           |  |
| Aleksey Sutormin 20’ (rig.) | Marcatori |  |

| Arbitro: | Anton Anopa |

|                             |           |                     |
| Mikhail Biryukov 33’ (rig.) | Marcatori | 31’ Sergey Narylkov |

| Volgograd 8 novembre 2017, ore 12:00 22ª giornata | Rotor              | 0 – 0 referto | Dinamo San Pietroburgo | Stadio Zenit (1.000 spett.)\| Arbitro: \| Vladimir Seldyakov \| |
| Arbitro:                                          | Vladimir Seldyakov |               |                        |                                                                 |

| Arbitro: | Aleksey Sukhoy |

|                    |           |                                  |
| Ivan Stolbovoy 15’ | Marcatori | 37’ Ivan Chudin 85’ Danil Karpov |

| Arbitro: | Anton Frolov |

|                        |           |  |
| Anton Polyutkin 90'+2’ | Marcatori |  |

| Arbitro: | Lasha Verulidze |

|  |           |                                   |
|  | Marcatori | 56’ Silvije Begić 79’ Igor Udalyi |

| Arbitro: | Pavel Kukuyan |

|                       |           |  |
| Nikita Burmistrov 65’ | Marcatori |  |

| Arbitro: | Ivan Sidenkov |

|                   |           |  |
| Khyzyr Appaev 26’ | Marcatori |  |

| Arbitro: | Sergey Kulikov |

|                      |           |  |
| Oleksandr Kasyan 65’ | Marcatori |  |

| Arbitro: | Aleksey Matyunin |

|                    |           |  |
| Igor Klimov 90'+2’ | Marcatori |  |

| Arbitro: | Roman Chernov |

|  |           |                   |
|  | Marcatori | 88’ Oleg Nikolaev |

| Volgograd 7 aprile 2018, ore 13:00 31ª giornata | Rotor          | 0 – 0 referto | Fakel Voronež | Stadio Zenit (3.000 spett.)\| Arbitro: \| Mikhail Vilkov \| |
| Arbitro:                                        | Mikhail Vilkov |               |               |                                                             |

| Arbitro: | Vladimir Seldyakov |

|                           |           |                 |
| Mukhammad Sultonov 90'+4’ | Marcatori | 52’ Igor Kireev |

| Arbitro: | Ivan Sidenkov |

|                                        |           |                    |
| Vladimir Lobkarev 21’ Oleg Aleynik 62’ | Marcatori | 48’ Maksim Votinov |

| Arbitro: | Vasili Kazartsev |

|                                                                                    |           |                                      |
| Khyzyr Appaev 37’ Mukhammad Sultonov 43’ Vladislav Sysuev 49’ Andrey Gorbanets 83’ | Marcatori | 70’ Andrey Myazin 89’ Dmitri Malyaka |

| Arbitro: | Evgeni Turbin |

|                     |           |  |
| Yuri Morozov 90'+3’ | Marcatori |  |

| Arbitro: | Roman Galimov |

|  |           |                                                |
|  | Marcatori | 13’ (aut.) Ruslan Abazov 25’ Aleksandr Sobolev |

| Arbitro: | Aleksey Sukhoy |

|                     |           |  |
| Aleksey Pomerko 69’ | Marcatori |  |

| Arbitro: | Kirill Levnikov |

|                                                               |           |                    |
| Maksim Votinov 28’ Aleksandr Korotaev 31’ Sergej Kuznecov 79’ | Marcatori | 42’ Islam Mashukov |

### Coppa di Russia
| Arbitro: | Ivan Sidenkov |

|  |           |                                               |
|  | Marcatori | 17’ (rig.) Mikhail Zhabkin 59’ Vladlen Babaev |